# Jacob Pontusson De la Gardie
Jacob Pontusson De la Gardie, szw. Jakob Pontusson De la Gardie (ur. 20 czerwca 1583 w Rewlu, zm. 22 sierpnia 1652 w Sztokholmie) – szwedzki polityk i żołnierz, syn Pontusa De la Gardiego i Zofii Johansdotter Gyllenhielm, nieślubnej córki króla szwedzkiego Jana III Wazy.

## Życiorys
Jacob Pontusson De la Gardie urodził się w Rewlu. Przy porodzie zmarła jego matka, a ojciec dwa lata później w Narwie. Wychowywany był w Finlandii (wówczas części Szwecji) przez babkę, Karin Hansdotter.
Po oblężeniu Wolmaru przez Zamoyskiego trafił w grudniu 1601 roku do polskiej niewoli, z której wypuszczono go w 1606, skąd udał się do Holandii. W latach 1606–1608 służył pod rozkazami holenderskiego generała Maurycego Orańskiego. Doświadczenia te posłużyły mu później do reformy armii szwedzkiej. W czasie wojny polsko-rosyjskiej (1609–1618) Szwecja poparła cara Wasyla Szujskiego, a De la Gardie został oddelegowany na czele fińskich sił ekspedycyjnych królestwa Szwecji wewnątrz Rosji przeciw I Rzeczypospolitej (tzw. kampania De la Gardiego), później w łamiącej sojusz wojnie szwedzko-rosyjskiej 1610–1617 przeciw Rosji.
Wojska De la Gardiego wsparły rosyjskiego księcia Michaiła Skopina-Szujskiego i ruszyły przez Nowogród na Moskwę ze wsparciem dla Wasyla IV Szujskiego, po drodze przerywając oblężenie monastyru Świętej Trójcy (23 września 1608 – 12 stycznia 1610) przez wojska I Rzeczypospolitej. W czerwcu 1610 wojska szwedzko-rosyjskie pod dowództwem Dymitra Szujskiego wyruszyły na Smoleńsk, celem przerwania oblężenia, lecz zostały pobite w bitwie pod Kłuszynem 4 lipca 1610. Większa część armii najemnej De la Gardiego została rozbita lub przeszła na stronę polską. Porażka ta przekreśliła plany szwedzkiego króla Karola IX osadzenia swojego syna Karola Filipa na tronie w Nowogrodzie.
W 1617 De la Gardie był głównym negocjatorem w czasie zawierania pokoju w Stołbowie nad jeziorem Ładoga, w rezultacie którego Rosja straciła na koszt Szwecji dostęp do Morza Bałtyckiego. Po 1621 De la Gardie brał udział w wojnach polsko-szwedzkich w Inflantach przeciwko spokrewnionemu z nim królowi Zygmuntowi III Wazie. W 1635 był jednym z negocjatorów w czasie zawierania rozejmu w Sztumskiej Wsi.
W 1613 został tajnym radcą dworu, w 1621 gubernatorem generalnym szwedzkich Inflant, w 1628 marszałkiem polnym. Był jednym z 5 regentów rządzących Szwecją przed osiągnięciem pełnoletniości przez królową Krystynę Wazównę. Jego propolskie, profrancuskie i pacyfistyczne nastawienie było powodem częstych konfliktów z kanclerzem Axelem Oxenstierną, który dowodził armią szwedzką w czasie wojny trzydziestoletniej po śmierci Gustawa Adolfa w 1632. Prowadził skuteczną politykę ekonomiczną, która przynosiła znaczne dochody królestwu.
W 1626 nabył zamek i majątek Haapsalu w dzisiejszej Estonii. W 1652 zmarł w Sztokholmie i został pochowany w kościele Veckholm w regionie Uppsala. Na jego cześć powstało miasto Jakobstad w Finlandii.

## Dzieci
Jacob Pontusson De la Gardie miał 14 dzieci ze swoją żoną Ebbą Brahe (1596–1674), z których sześcioro dożyło wieku dojrzałego:
- Pontus Jacobsson De la Gardie (1619–1632)
- Kristina De la Gardie (1620–1622)
- Sofia De la Gardie (1621)
- Magnus Gabriel De la Gardie (1622–1686), kanclerz Szwecji
- Brita De la Gardie (1624)
- Gustav Adolf De la Gardie (1626–1630)
- Maria Sofia De la Gardie (1627–1694), żona Gustawa Gabrielssona Oxenstierny
- Jakob Kasimir De la Gardie (1629–1658)
- Pontus Fredrik De la Gardie (1630–1692)
- Kristina Katarina De la Gardie (1632–1704), żona Gustawa Adolfa Lewenhaupta i Gustafa Ottona Stenbocka
- Johan Carl De la Gardie (1634)
- Birgitta Helena De la Gardie (1636)
- Axel Julius De la Gardie (1637–1710), marszałek polny i gubernator szwedzkiej Estonii
- Ebba Margareta De la Gardie (1638–1696), żona Pedra Larssona Sparra.